# 张学思
张学思（1916年1月6日—1970年5月29日），字述卿，別名张昉，奉天人，中国政治人物。张作霖之第四子，张学良之弟。

## 生平

### 抗战之前
张学思1928年入读奉天同泽中学，1931年初转至北平入私立汇文中学。九一八事变发生后，张学思积极参加抗日救亡活动，并在1933年4月加入中国共产党時年18歲。中共派遣张进入廊坊东北军六十七军特务大队负责兵运工作。后来兄长张学良介绍他进入南京中央军校就读第十期预备班。
1936年12月西安事变爆发，南京国民政府将其抓捕。但不久后张学思获释，并又回到中央军校继续学业。1937年初张学思毕业后，进入东北军第五十三军担任见习排长，上尉参谋等职位。这段时期张学思曾在中共派遣下到上海、南京、武汉等地，联络东北军旧部想方设法营救张学良。

### 抗战至中华人民共和国成立

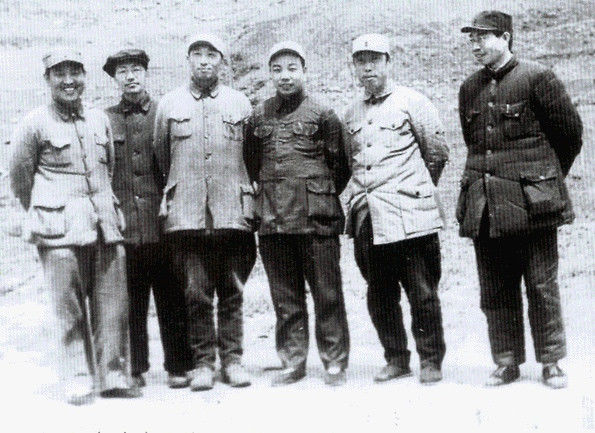
1946年国共东北战场，右起：林一山、刘澜波、萧华、张学思、白坚、江华

1938年10月张学思到达延安。经过一段时期在马列学院的学习，1939年9月起张学思出任抗日军政大学第三分校直属二队（亦称东北干部队）队长。
1940年张在晋察冀抗日根据地指挥作战，后任冀中军区司令部参谋处长。张学思曾参与冀中区1941年春季、秋季反“扫荡”和1942年五一反“扫荡”、威县·掌史村突围战。1943年起任冀中军区副参谋长兼作战科科长、晋察冀军区参谋处长。1944年张获调往晋察冀军区平西军分区，任职参谋长、副司令员兼参谋长。平西地区1945年春夏季攻势作战也有他的组织参与。
抗日战争胜利后张学思调任辽宁省政府主席、辽宁军区司令员，东北行政委员会副主席兼辽东办事处主任等职。参加了创建巩固南满根据地的斗争和四保临江等战役。1946年2月至1948年6月任东北师范大学前身，在本溪创建的“东北大学”校长。
1949年4月张学思负责海军学校创校工作，后担任安东海军学校副校长。同年9月作为军队代表，张学思出席中国人民政治协商会议第一届全体会议。

### 1949年以后至文化大革命前
中华人民共和国成立后，张学思任大连海军学校副校长兼副政委。1953年张学思被任命为海军副参谋长，1955年被授予少将军衔。
1956年张学思被派往苏联伏罗希洛夫海军学院留学，但蘇聯當局指張學思是大軍閥张作霖儿子而拒绝。在周恩来极力支持下才得以入學。1958年张学思毕业回国，任海军第一副参谋长、参谋长。
林彪担任国防部长后，开始在军队中安插自己的手下并排除异己。张学思与林彪的矛盾越来越大，文化大革命前一年曾向周恩来提出调动到负责造船的六机部，但被拒绝。

### 文化大革命中
“文化大革命”开始后不久，因东北帮叛党投敌反革命集团案爆发，1967年9月11日，张学思遭到非法关押。1968年2月18日晚，张学思因重病由專案組拘押處送入醫院。经诊断为重度营养不良、全身血行播散性结核、肺原性心脏病。医院根据张学思的病情，决定一级护理，但实际上并没有实施。1970年5月29日9时13分在某醫院因肺部空洞破裂，呼吸功能衰竭，心肌衰竭去世，终年54岁。遗体不让穿军服戴帽徽领章，火化后仍用张的名字把骨灰盒放在八宝山普通室内。

## 恢复名誉
张学思被李作鹏一伙人迫害致死后，毛泽东、叶剑英指示要认真查清案件，以便正确处理。周恩来几次指示要查清迫害张学思的问题。中国共产党十一届三中全会后，中央军委和海军党委给张学思彻底平反昭雪，恢复名誉。